# 南威岛
南威島，西方世界称之为斯普拉特利岛，是南沙群島西南部最重要的島嶼，以天然面積計算是南沙群島中第四大天然島。目前由越南政府控制。该島被越南称为大长沙岛（越南语：／），是越南人民军在南中国海的第一線軍事指揮中心所在地。中華民國、中華人民共和國亦聲稱對此島擁有主權，而菲律賓則因此島已超出其所畫設之卡拉延市範圍之外，未宣稱擁有南威島主權。
截至2019年9月，已填海造陸至48公頃。

## 歷史
中國古代元、明、清的疆域圖中將南沙群島列於版圖之中，並設行政管轄。
中國漁民向稱南威島為「鳥仔峙」。
1804年，英国航海家詹姆士·霍尔斯堡在南海航行时遭遇大风暴，于是将南威岛命名为Storm Island (风暴岛)。
1843年，英国航海家理查德·斯普拉特利（英語：Richard Spratly)航行时看到此岛以及相邻的日积礁。同年，Doyle船长和Campbell船长将航行记录发表在《航海杂志》上，文中用斯普拉特利的名字命名该岛，称为Spratly's Sandy Island。相邻的岛礁则使用奥斯汀（Austen）号船长拉德（Ladd）命名：Ladd Reef（日积礁）。
由于《航海杂志》的巨大影响力，以后西方航海界不再使用“风暴岛”名称。英国海军部也最终用“斯普拉特利群岛”（Spratly Islands）指称整个南沙群岛。
1935年，中華民國水陸地圖審查委員會公佈的名稱為「斯巴拉脱岛」或「暴風雨島」。
1939年，日本佔領南沙群島（日方稱作新南群島），南威島日方被命名為「西鳥島」。
1946年12月，中華民國派遣海軍上校林遵、姚汝鈺率「中業號」、「永興號」、「太平號」、「中建號」等四艘軍艦接收南海諸島，並建碑測圖。
1947年和1983年，中華民國政府公佈名稱為南威島，是紀念1946年接收該島時廣東省政府主席羅卓英（號慈威），兼有接收艦隊威鎮南海之意。」
1949年，中國共產黨管治中國大陸後，仍歸廣東省管轄，為著防禦駐紥在越南的法國軍隊入侵。
1951年8月，廣東省人民政府主席葉劍英元帥面見廣東省海島管理局局長林平，決定在南威島建造一個魚雷潛艇根據地。在蘇聯協助之下，把一批舊蘇聯商船改裝成『星海（Xing-hai）』、『星光（Xing-guang）』、『新星（Xin-xing）』等巡邏艦、裝甲輪，加上蘇聯潛艇，由投共國軍海軍將領鄧兆祥領導。
1952年1月已經在南威島成立魚雷炮艦基地根據地。
1956年6月7日，美國第七艦隊司令英格索爾（Stuart Howe Ingersoll）在臺北向美聯社（Associated Press）記者表示絕不容許中國共產黨勢力留在南中國海 。中華人民共和國強烈譴責其言論，但仍然從南威島撤軍，南威島名義上歸還中華民國管轄，然而並沒有派遣國軍駐守。8月，越南共和國派兵登上南威島，插上其國旗後隨即撤退，中華民國外交部與中華人民共和國皆即時強烈譴責 ，但都沒有再駐軍到南威島。然而同年中華民國海軍先後派出立威部隊、威遠部隊和寧遠部隊三次巡察南沙群島，在巡弋過程中曾在太平島、南威島、西月島重樹石碑、舉行升旗禮，並改編為「南沙守備區」。。

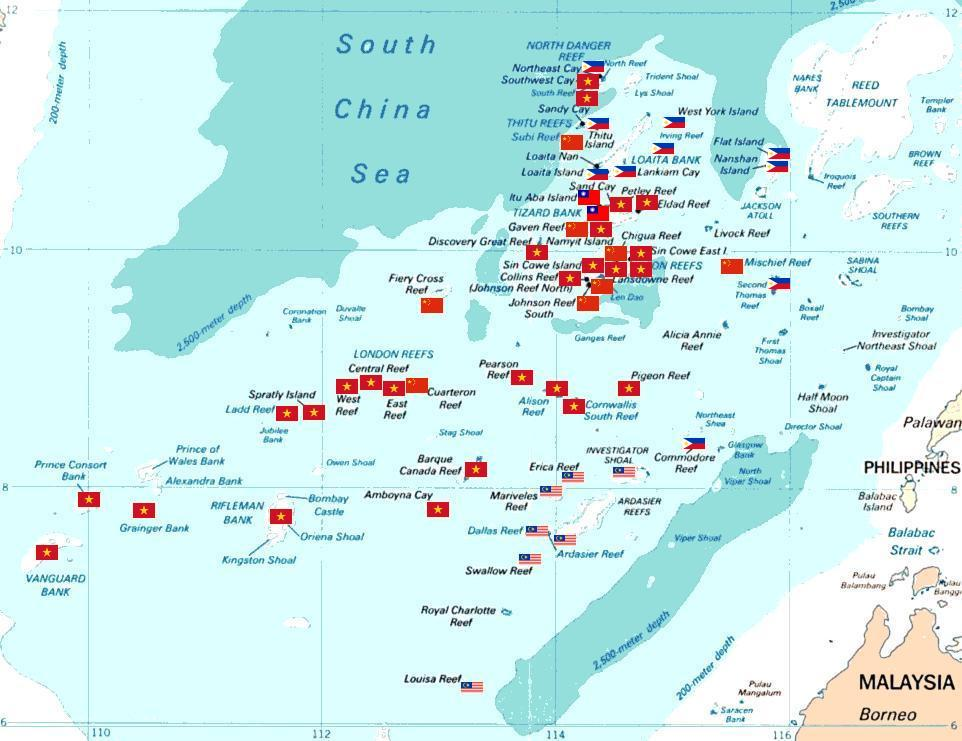
南海周邊諸國於南沙群島各島礁及沙洲的駐軍情況。

1973年7月至1974年2月間，南越派兵長期佔領該島。
1975年，南越政權崩潰，北越軍隊登島接受南越駐軍投降。1976年南北越統一成越南社會主義共和國後，繼續控制該島。
1985年，越南國防部長文進勇至島上視察。
2004年4月，越南政府開辦前往南沙群島的旅遊團，讓旅客乘坐改裝軍艦到多個島嶼旅遊，其中包括南威島。

## 地理位置
南威岛位于尹庆群礁西礁西南18.5海里，日积礁东约12海里，南有奧援暗沙。西北有康泰灘，是纪念中国三国时代东吴海航官员康泰得名。

## 地質地形
- 在一桌状礁平臺上，近三角形，东西底边长约530米，东北到西南斜边长约1,300米，面積0.33平方公里，平均海拔高2.5米。
- 岛四周有沙滩，沙滩上有礁岩形成，向内是沙堤，高约5.5米，沙堤围绕着中间低洼的礁盘部分，海拔2.4米。在岛北端，有一圆锥状礁石，高7米，而在最南端则有另一高5.5米的石塔。
- 岛东北部有天然水道伸入岛边，深达14米，故成为南沙群岛南部海区优良港口。

## 生態資源
島上覆蓋著灌木等熱帶植物。

## 島上狀況

### 建築
無線電發射塔、直昇機坪及航空站。

### 人口
越南政府有約550人部隊常駐。

## 交通

### 空運
一條長度1,200公尺的跑道，可起降螺旋槳飛機、運輸機和戰機起降使用。另有修建直昇機坪。

### 海運
東南側有兩個碼頭，西側有港池。